# Les Enfants (film, 1985)
Pour les articles homonymes, voir Les Enfants.
Ne doit pas être confondu avec Les Enfants (film, 2005).
Pour plus de détails, voir Fiche technique et Distribution.
Les Enfants est un film français réalisé par Marguerite Duras, sorti en 1985. 
C'est une adaptation libre de son conte pour enfant Ah ! Ernesto publié en 1971. 
Ce film lui inspirera plus tard son roman La Pluie d'été, publié en 1990.

## Synopsis
L'enfant Ernesto a sept ans, mais il en parait trente. Il ne veut pas aller à l'école, où on veut lui apprendre ce qu'il ne sait pas.

## Fiche technique
- Titre : Les Enfants
- Réalisation : Marguerite Duras
- Scénario : Marguerite Duras, Jean Mascolo et Jean-Marc Turine
- Photographie : Bruno Nuytten
- Musique originale : Carlos d'Alessio
- Décors : Annie Sénéchal
- Costumes : Christian Gasc
- Son : Michel Vionnet
- Montage : Françoise Belleville
- Production : Robert Pansard-Besson, Frédéric Vieille
- Société de production : Les Productions Berthemont
- Pays d'origine :  France
- Format : Couleurs - 35 mm - 1,66:1 - Mono
- Genre : comédie
- Durée : 94 minutes
- Date de sortie : 
  - France : 29 mai 1985

## Distribution
- Axel Bogousslavsky : Ernesto
- Daniel Gélin : Enrico
- Tatiana Moukhine : Natasha
- Martine Chevallier : Nicole
- André Dussollier : Le directeur d'école
- Pierre Arditi : Le journaliste

## Citations
« La folie d'Ernesto, dans un monde entièrement assujetti au consensus, réside dans cette liberté débordante, excessive, révolutionnaire dont il voudrait disposer. Dans son refus de toute valeur préétablie, dans sa volonté de détruire et de saboter le savoir - dans son cas le savoir scolaire - pour retrouver en lui l'innocence universelle. Ce n'est pas un hasard si le film se construit sur une sorte de comique désespéré. »

— Marguerite Duras, Entretiens avec Leopoldina Pallotta della Torre, 1987

« Ernesto est un paradoxe. Sept ans d’âge et pourtant déjà physiquement adulte. Pire, il refuse l’école « parce que l’on y apprend ce que l’on ne sait pas ». Il déroute ses géniteurs : une brave femme de mère surtout préoccupée de nourrir sa ribambelle de « sisters et de brothers », un père sympathique « glyschroïde » qui n’y comprend goutte. […]

Il y a eu Aurélia Steiner, Lol V. Stein, ou Anne-Marie Stretter. Il y a eu le vice-consul de Bombay et maintenant Ernesto. Cet Ernesto existe, il est peut-être un double, un petit frère du vice-consul d’India song, « ce modèle de l’intelligence moderne et du désespoir politique ». C’est un nouvel héros du cinéma de Duras, une intelligence « en creux », comme un iceberg. […]

C’est le héros d’un grand film comique de notre époque, à la fois « durassien » et « tatiesque ». »

— Serge Toubiana, Cahiers du cinéma

## Autour du film
- Le texte de Duras, Ah ! Ernesto, avait déjà été adapté au cinéma en 1982 par Jean-Marie Straub et Danièle Huillet, pour le court métrage En rachâchant[2].

## Édition
- DVD , éditions Benoît Jacob.